# Walter Montillo
Walter Damián Montillo (Lanús, 14 de abril de 1984) é um ex-futebolista argentino que atuava como meio-campista.

## Carreira

### Início
Sua primeira equipe foi o Defensores de Arena, de sua cidade natal, Lanús. Ainda na infância, chegou a passar pelas categorias de base do Talleres de Remedios de Escalada, levado por seu pai. Já ali, foi testado no meio-de-campo, seja como armador ou como volante. Já com 17 anos, em 2001, foi testado no clube pelo qual torce, o River Plate.
Os avaliadores do River reconheceram seu talento, mas lhe aconselharam a procurar outra equipe, pois já teriam preenchido as vagas para meias armadores. Em dois meses, Montillo é aprovado no San Lorenzo, outro dos cinco grandes do futebol argentino. Ali, estrearia profissionalmente.

### San Lorenzo
Debutou exatamente na primeira rodada do torneio Apertura (o campeonato argentino do segundo semestre do ano) de 2002. Gerou um entusiasmo inicial, portando-se como o parceiro ideal do ídolo da equipe, Leandro Romagnoli. Porém, uma lesão em um treinamento o deixou parado por meses. Após machucar o perônio da perna direita, levou quatro meses para se recuperar e acabou relegado pelo treinador Rubén Darío Insúa. Sem ele, o San Lorenzo venceu a Copa Sul-Americana de 2002, primeiro título continental do clube.
Voltou a gerar expectativas já no segundo semestre de 2003. Montillo, ganhando continuidade do treinador Néstor Gorosito e recebendo a camisa 10, soube substituir o lesionado ídolo Leandro Romagnoli à altura, sendo o grande destaque na condução do elenco cuervo que terminou o Apertura 2003 no vice-campeonato; o bom desempenho, curiosamente, o tirou da reta final do torneio, quando foi para os Emirados Árabes defender a Seleção Argentina que disputaria ali o Mundial Sub-20 daquele ano. Foi uma das figuras dos quartos colocados no torneio.
No ano de 2004, continua titular mesmo com a volta de Romagnoli, com quem joga lado a lado, embora por vezes fosse escalado em outras posições, como ponta. Chega a ocupar também a vaga deixada por Ezequiel Lavezzi no primeiro semestre de 2005. No segundo, porém, o treinador Gustavo Alfaro não o leva tanto em conta. Um ano depois, emprestado ao Monarcas Morelia, do México, onde é treinado pelo argentino Darío Franco.
Após um ano no Morelia, é devolvido ao San Lorenzo, que não aceitara prorrogar o empréstimo pedido pelos mexicanos, que por sua vez não pretendiam comprá-lo. No regresso, teve poucas oportunidades com o treinador Ramón Díaz, cujo esquema tático não vinha usando meias armadores. O clube de Boedo resolveu então negociá-lo com o interessado Universidad de Chile.

### Universidad de Chile

#### 2008
Assinou com a Universidad de Chile para a temporada de 2008, em um contrato por cinco anos, em troca de US$ 1 milhão e se tornou uma das transações mais caras de 2008 no futebol chileno. Realizou sua estreia no dia 14 de fevereiro, em Viña del Mar, em partida contra o Everton, no estádio Sausalito.

#### 2009
Após um mau começo, em que não rendeu o que era cobrado, tornou-se ídolo de La U, sendo o principal nome da conquista do Apertura chileno, reconhecido pelo próprio treinador Sergio Markarián como o comandante das jogadas do time.

#### 2010
Na Copa Libertadores da América, obteve visibilidade no Brasil após grandes exibições contra o Flamengo, especialmente por seu gol de cobertura no segundo jogo da disputa entre os times.
Apesar da derrota por 2 a 1 para o Flamengo nesse jogo, o Universidad de Chile ficou com a vaga pelo critério gol fora de casa, pois havia vencido a partida de ida por 3 a 2. Dedicou, emocionado, os gols que fez na época ao recém-nascido filho Santino, que possui síndrome de Down; comoveu-se ainda mais quando a torcida do Universidad passou a entoar cânticos sobre a criança.
O próprio Flamengo, e também seu arquirrival Vasco da Gama, quis contratá-lo, mas quem conseguiu realmente foi o Cruzeiro. Montillo foi orientado pelo compatriota Juan Pablo Sorín quando este soube do interesse da equipe mineira, onde é um dos maiores ídolos da história da mesma. A Raposa resolvera investir nele após sua negociação com outro argentino, a estrela Juan Román Riquelme, não ter se concretizado.

### Cruzeiro

#### 2010
Teve a sua contratação anunciada pelo Cruzeiro no dia 2 de julho, por 3,5 milhões de dólares (cerca de 6,2 milhões de reais). Se apresentou ao clube brasileiro após o fim da participação da Universidad de Chile na Libertadores.
Sua estreia pelo Cruzeiro aconteceu no dia 15 de agosto, no jogo contra o São Paulo, pelo Campeonato Brasileiro. Adaptou-se rapidamente e no dia 25 de agosto, marcou o primeiro gol vestindo a camisa celeste, na vitória por 1 a 0 sobre o Corinthians, em partida válida pelo Campeonato Brasileiro e que foi realizada em Uberlândia. Além de conduzir o meio-de-campo, mostrou-se um goleador como nunca antes — em quinze partidas, já havia marcado sete vezes, superando os gols que havia feito em todo o seu ciclo no San Lorenzo, no que ele admitiu como o melhor momento da carreira. Com ele, o aproveitamento da equipe, em torno de 50%, subiu para 62%.
No dia 5 de dezembro, após conquistar com o Cruzeiro o segundo lugar no Campeonato Brasileiro, Montillo foi laureado com o Troféu Armando Nogueira como melhor jogador da competição. No dia seguinte, o jogador recebeu a Bola de Prata da Revista Placar como um dos melhores meias do Campeonato Brasileiro, recebendo o prêmio das mãos de Juan Pablo Sorín, que o aconselhara a ir para o clube e fizera questão de viajar especialmente para a premiação, uma vez que o mesmo se encontrava na Argentina.

#### 2011
Em 2011, na primeira partida da Copa Libertadores realizada pelo Cruzeiro no ano, Montillo marcou dois gols e ainda deu uma assistência na goleada por 5 a 0 sobre o Estudiantes. Surpreendentemente, o Cruzeiro acabou eliminado ainda nas oitavas-de-final, contra o Once Caldas.
No Campeonato Brasileiro, após ser criticado, junto com todo o time do Cruzeiro, que começou muito mal o Brasileirão, Montillo reencontrou seu bom futebol com a chegada do treinador Joel Santana. Marcou os dois gols da vitória sobre o Grêmio pela oitava rodada, em 6 de julho, chegando a assumir o posto de artilheiro do campeonato por algumas rodadas.
Destoando em meio à péssima campanha cruzeirense, que só se livrou de um inédito rebaixamento na última rodada, Montillo receberia sua segunda Bola de Prata seguida como um dos melhores meias do campeonato. Ele foi o meia argentino que mais marcou gols no ano.

#### 2012
No dia 25 de fevereiro, Montillo tornou-se o maior artilheiro estrangeiro da história do Cruzeiro desde 1942 — quando o clube desassumiu a forma de Palestra Itália —- após marcar dois gols contra o Democrata na vitória por 2 a 0 pelo Campeonato Mineiro, alcançando a marca de 30 gols pela equipe, superando o colombiano Víctor Aristizábal, que havia marcado 28 vezes com a camisa celeste.
Em março, o jogador renovou seu contrato para atuar pelo Cruzeiro até o final de 2015. O Presidente Gilvan de Pinho Tavares aumentou a multa rescisoria para 80 milhões de Euros, tornando Montillo o jogador mais caro da América do Sul.
No dia 18 de julho, Montillo completou seu centésimo jogo com a camisa celeste, atuando contra a Portuguesa, em jogo válido pelo Campeonato Brasileiro. A equipe mineira venceu por 2 a 0.

### Santos
Em 3 de janeiro de 2013, o clube Santos anunciou a contratação do meia por cerca de R$ 16,2 milhões adquirindo 60% dos direitos econômicos, tornando-se o reforço mais caro da história da equipe. Ele chegou ao time para assumir a camisa de número 10, anteriormente pertencente a Paulo Henrique Ganso que foi para o São Paulo. A estréia pela equipe santista aconteceu no dia 16 de janeiro, em jogo amistoso contra o Grêmio Barueri. O rendimento do jogador argentino nas primeiras partidas, no entanto, não correspondeu às expectativas do treinador Muricy Ramalho.

### Shandong Luneng
Em 29 de janeiro de 2014, o Santos anunciou sua transferência ao Shandong Luneng, da China.

### Botafogo
Após uma longa negociação, em 22 de dezembro de 2016, Montillo foi anunciado como reforço do Botafogo para temporada de 2017. O argentino chegou para ser o principal jogador da equipe na Libertadores, dividindo a criação das jogadas no meio-campo com Camilo.
Seu primeiro gol foi logo em sua estreia no amistoso diante do Rio Branco no qual o Botafogo venceu por 4 a 0. No ano de 2017, Montillo sofreu com as lesões e haviam sido cinco desde quando havia chegado ao clube de general Severiano.
Em 26 de junho, após um longo período de inatividade devido a mais uma lesão, foi escalado pelo técnico Jair Ventura na partida contra o Avaí válida pela 9ª rodada do Campeonato Brasileiro como titular, o que não acontecia desde abril. Animado, foi à campo cheio de expectativas. Mas logo aos 7 minutos do primeiro tempo sentiu mais uma lesão e precisou deixar a partida. Já muito abatido pelo histórico clínico, e por não ter como ter sequência de jogos e nem ajudar o Botafogo, pediu a rescisão de contrato, que foi aceita pelo clube. Logo após, anunciou sua aposentadoria dos gramados. No entanto, em novembro anunciou a sua volta em 2018.

### Tigre
Quando tudo parecia ter terminado para o argentino, este se reergueu na carreira, sendo considerado pelo site ole.ar um dos jogadores ideais do campeonato argentino, na temporada 18-19. O jogador chegou a ser líder em assistência no campeonato argentino, despertando interesse de vários clubes, entre estes brasileiros. O jogador informou que a prioridade era prosseguir no Tigres, caso não fosse possível e  houvesse uma oferta de times brasileiros, a prioridade seria ao Botafogo.

## Seleção Argentina
No dia 25 de setembro de 2011, devido à boas atuações pelo Cruzeiro, foi convocado pelo treinador Alejandro Sabella para integrar a Seleção Argentina na disputa do segundo jogo do Superclássico das Américas, contra o Brasil. Essa foi a primeira convocação do jogador para a equipe principal da seleção. Montillo já tinha representado a seleção sub-20 em 5 outras oportunidades. Mesmo com a derrota por 2 a 0, muitos jornais argentinos elogiaram Montillo.

## Vida pessoal
Seu pai também se chama Walter e sua mãe, Marta, que também tiveram duas meninas, Sabrina e Pamela. Foi um tio seu, Daniel, que o fez torcedor do River Plate. Casado com Melina Ianazzo, Montillo tem com ela dois filhos, Valentín e Santino. O mais novo, Santino, tem Síndrome de Down. Em uma entrevista ele afirmou que a síndrome de seu filho não muda em nada a sua vida: "É meu filho e vou amá-lo como é."

## Estatísticas
Atualizadas até 25 de janeiro de 2017

### Clubes
| Clube                | Temporada         | Campeonato nacional | Campeonato nacional | Copa nacional[a] | Copa nacional[a] | Competições continentais[b] | Competições continentais[b] | Outros torneios[c] | Outros torneios[c] | Total | Total |
| Clube                | Temporada         | Jogos               | Gols                | Jogos            | Gols             | Jogos                       | Gols                        | Jogos              | Gols               | Jogos | Gols  |
| -------------------- | ----------------- | ------------------- | ------------------- | ---------------- | ---------------- | --------------------------- | --------------------------- | ------------------ | ------------------ | ----- | ----- |
| San Lorenzo          | 2002              | ?                   | ?                   | —                | —                | —                           | —                           | —                  | —                  | ?     | ?     |
| San Lorenzo          | 2003              | ?                   | ?                   | —                | —                | —                           | —                           | —                  | —                  | ?     | ?     |
| San Lorenzo          | 2004              | ?                   | ?                   | —                | —                | —                           | —                           | —                  | —                  | ?     | ?     |
| San Lorenzo          | 2005              | 18                  | 2                   | —                | —                | —                           | —                           | —                  | —                  | 18    | 2     |
| San Lorenzo          | 2006              | 12                  | 0                   | —                | —                | —                           | —                           | —                  | —                  | 12    | 0     |
| San Lorenzo          | Total             | 89                  | 6                   | —                | —                | —                           | —                           | —                  | —                  | 89    | 6     |
| Morelia              | 2006              | 14                  | 3                   | —                | —                | —                           | —                           | —                  | —                  | 14    | 3     |
| Morelia              | 2007              | 11                  | 0                   | —                | —                | —                           | —                           | —                  | —                  | 11    | 0     |
| Morelia              | Total             | 25                  | 3                   | —                | —                | —                           | —                           | —                  | —                  | 25    | 3     |
| San Lorenzo          | 2007              | 6                   | 0                   | —                | —                | —                           | —                           | —                  | —                  | 6     | 0     |
| San Lorenzo          | Total             | 6                   | 0                   | —                | —                | —                           | —                           | —                  | —                  | 6     | 0     |
| Universidad de Chile | 2008              | 35                  | 6                   | —                | —                | —                           | —                           | —                  | —                  | 35    | 6     |
| Universidad de Chile | 2009              | 17                  | 2                   | —                | —                | 10                          | 3                           | —                  | —                  | 27    | 5     |
| Universidad de Chile | 2010              | 10                  | 2                   | —                | —                | 12                          | 2                           | —                  | —                  | 22    | 4     |
| Universidad de Chile | Total             | 62                  | 10                  | —                | —                | 22                          | 5                           | —                  | —                  | 84    | 15    |
| Cruzeiro             | 2010              | 23                  | 8                   | 0                | 0                | 0                           | 0                           | 0                  | 0                  | 23    | 8     |
| Cruzeiro             | 2011              | 34                  | 12                  | 0                | 0                | 7                           | 3                           | 11                 | 6                  | 52    | 21    |
| Cruzeiro             | 2012              | 32                  | 4                   | 4                | 0                | 0                           | 0                           | 11                 | 4                  | 45    | 8     |
| Cruzeiro             | Total             | 89                  | 23                  | 2                | 0                | 7                           | 3                           | 22                 | 10                 | 120   | 36    |
| Santos               | 2013              | 26                  | 5                   | 5                | 1                | 0                           | 0                           | 18                 | 2                  | 49    | 8     |
| Santos               | 2014              | 0                   | 0                   | 0                | 0                | 0                           | 0                           | 1                  | 0                  | 1     | 0     |
| Santos               | Total             | 26                  | 5                   | 5                | 1                | 0                           | 0                           | 19                 | 3                  | 50    | 8     |
| Shandong Luneng      | 2014              | 26                  | 2                   | 0                | 0                | 6                           | 0                           | 0                  | 0                  | 32    | 2     |
| Shandong Luneng      | Total             | 26                  | 2                   | 0                | 0                | 6                           | 0                           | 0                  | 0                  | 32    | 2     |
| Botafogo             | 2017              | 5                   | 2                   | 0                | 0                | 1                           | 0                           | 1                  | 0                  | 2     | 0     |
| Botafogo             | Total             | 5                   | 2                   | 0                | 0                | 1                           | 0                           | 1                  | 0                  | 2     | 0     |
| Total na carreira    | Total na carreira | 323                 | 51                  | 7                | 1                | 35                          | 8                           | 42                 | 13                 | 407   | 70    |

- a. ^ Jogos da Copa do Brasil.
- b. ^ Jogos da Copa Libertadores e Copa Sul-Americana.
- c. ^ Jogos do Campeonato Mineiro e Campeonato Carioca.

### Seleção Argentina
| Ano   |       |      |
| Ano   | Jogos | Gols |
| ----- | ----- | ---- |
| 2011  | 1     | 0    |
| 2012  | 1     | 0    |
| 2013  | 2     | 0    |
| Total | 4     | 0    |

## Títulos
Universidad de Chile
- Torneio Apertura: 2009

Cruzeiro
- Campeonato Mineiro: 2011

Shandong Luneng
- Copa da China: 2014
- Supercopa da China: 2015

Tigre
- Copa da Superliga Argentina: 2019

### Prêmios individuais
- Bola de Prata da Revista Placar
  - Melhor meia: 2010 e 2011[13]
- Prêmio Craque do Brasileirão
  - Melhor meia-direita: 2010
- Troféu Mesa Redonda
  - Melhor Meia de Ligação do Campeonato Brasileiro: 2010
- Troféu Armando Nogueira
  - Melhor jogador do Campeonato Brasileiro de Futebol: 2010[12]
- Troféu Guará
  - Melhor meia do ano em Minas Gerais: 2010, 2011
  - Melhor jogador do ano em Minas Gerais: 2010, 2011
  - Artilheiro da temporada em Minas Gerais: 2011
- Troféu Telê Santana
  - Melhor meia do ano em Minas Gerais: 2010, 2011
  - Melhor jogador em Minas Gerais: 2011
- Troféu Globo Minas
  - Melhor jogador do Campeonato Mineiro: 2011
  - Seleção do Campeonato Mineiro: 2011 e 2012
  - Gol mais bonito do Campeonato Mineiro: 2011
- El Pais
  - Seleção das Américas: 2012